# 야우넬가바

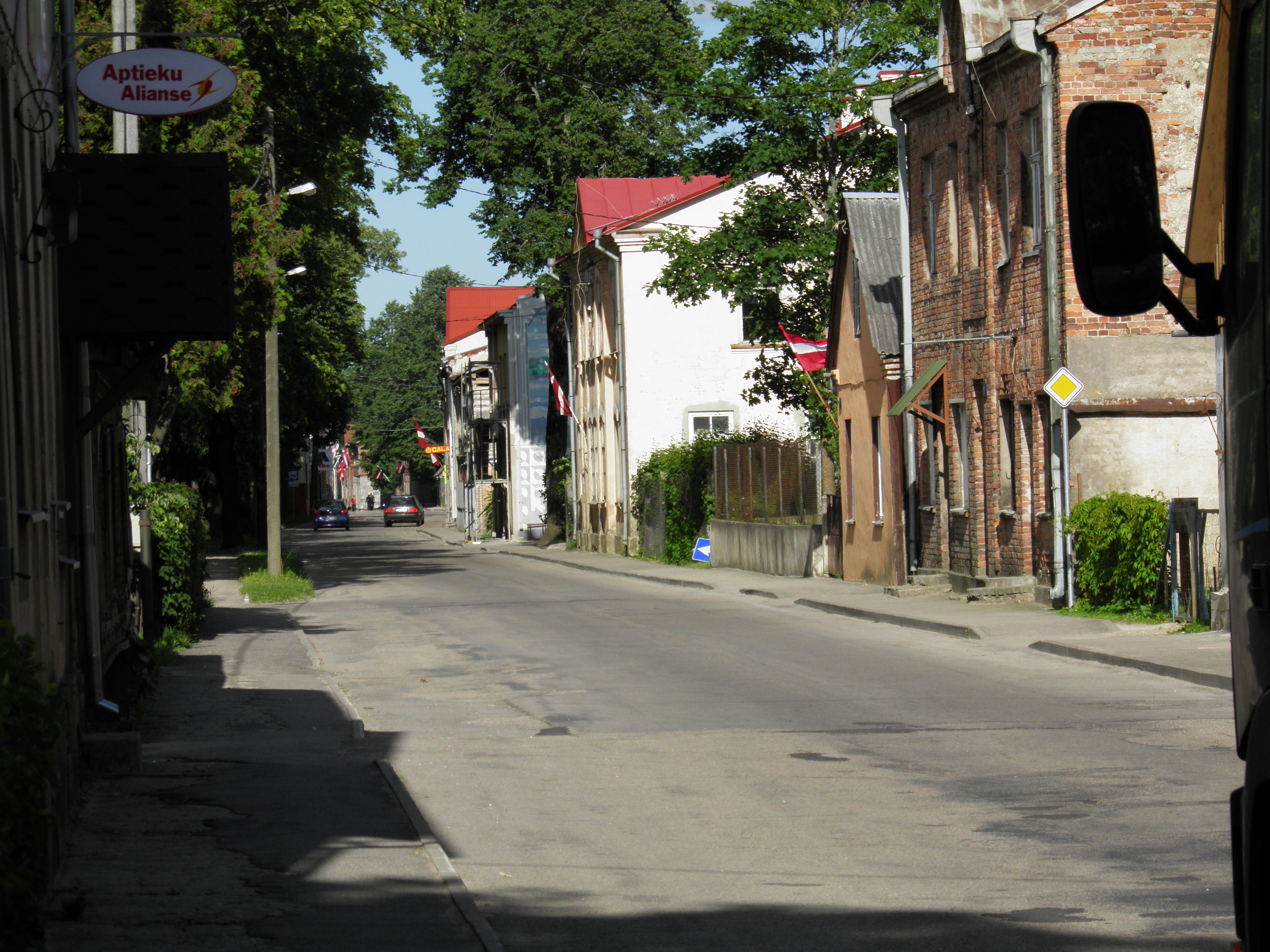
야우넬가바

야우넬가바(라트비아어: Jaunjelgava)는 라트비아 북서부에 위치한 도시로 야우넬가바 시의 행정 중심지이며 면적은 6.1km2, 인구는 2,245명, 인구 밀도는 440명/km2이다. 수도 리가에서 남동쪽으로 약 80km 정도 떨어진 곳에 위치하며 다우가바강 좌안과 접한다.

시 문장